# Test de vitesse de navigateur
 (octobre 2020).
Un test de vitesse de navigateur est un classement (benchmark) informatique qui évalue les performances d'un navigateur Web, en mesurant l'efficacité du navigateur à remplir une liste prédéfinie de tâches. En général, le logiciel de test est disponible en ligne, situé sur un site Web, où différents algorithmes sont chargés et exécutés dans le navigateur du client. 
Les tâches de test typiques sont le rendu et l'animation, les transformations DOM, les opérations sur les chaînes de caractères, les calculs mathématiques, les algorithmes de tri, les tests de performances graphiques et les instructions de mémoire. Des tests de vitesse de navigateur ont été utilisés pendant la guerre des navigateurs pour prouver la supériorité de certains navigateurs Web. Le test Acid3 populaire n'est pas un test de vitesse particulier, mais vérifie la conformité du navigateur aux normes Web (bien qu'il vérifie si un objectif de performance général est atteint).

## Tests génériques

### Speedometer 2.0
Speedometer a été initialement développé par l'équipe WebKit chez Apple et publié en 2014 et mis à jour en 2018. Speedometer 2.0 teste la réactivité de l'application Web d'un navigateur en chronométrant les interactions utilisateur simulées.
Ce benchmark simule les actions de l'utilisateur pour ajouter, compléter et supprimer des tâches à faire à l'aide de plusieurs exemples dans TodoMVC. Chaque exemple de TodoMVC implémente la même application todo en utilisant les API DOM de différentes manières. Certains appellent les API DOM directement depuis ECMAScript 5 (ES5), ECMASCript 2015 (ES6), ES6 transpilé vers ES5 et Elm transpilé vers ES5. D'autres utilisent l'un des onze frameworks JavaScript populaires: React, React avec Redux, Ember.js, Backbone.js, AngularJS, (new) Angular, Vue.js, jQuery, Preact, Inferno et Flight. Beaucoup de ces frameworks sont utilisés sur les sites Web les plus populaires au monde, tels que Facebook et Twitter. Les performances de ces types d'opérations dépendent de la vitesse des API DOM, du moteur JavaScript, de la résolution de style CSS, de la mise en page et d'autres technologies.

### Peacekeeper
Peacekeeper est un benchmark indépendant de la plate-forme de Futuremark qui teste les opérations de rendu, mathématiques et mémoire. Cela prend environ 5 minutes pour l'exécution et indique les résultats d'autres navigateurs avec différents processeurs. Futuremark a cessé de maintenir Peacekeeper en juillet 2015. Le test a été mis hors ligne en mars 2018 et n'est plus disponible.

### Speed-Battle
Test d'un moteur JavaScript utilisant des algorithmes simples. Il affiche les résultats des autres visiteurs (meilleurs, moyens, pires) avec le même système d'exploitation et la même version de navigateur. Il a une page de statistiques avec un classement des navigateurs.

### Testdrive
Microsoft gère une suite de tests axés sur les performances, souvent conçus pour tester et souligner les performances JavaScript et de rendu. Ces tests sont généralement conçus pour mettre en évidence les performances d' IE[réf. nécessaire], mais sont compatibles avec d'autres navigateurs populaires.

### Basemark Web 3.0
Ce test de vitesse en ligne de Basemark Web 3.0 est un test de performance pour navigateur Web qui teste dans quelle mesure le système mobile ou ordinateur d'un utilisateur peut utiliser des applications Web modernes. Ce benchmark comprend divers tests système et graphiques qui utilisent les dernières normes et fonctionnalités Web. Après avoir exécuté le test de performance, l'utilisateur verra les performances de son système par rapport aux autres systèmes et navigateurs de Basemark Power Board. Basemark Web 3.0 est indépendant du matériel et de la plate-forme, prenant en charge pratiquement tous les navigateurs, systèmes d'exploitation et systèmes mobiles ou de bureau modernes.

### WebXPRT
WebXPRT est un benchmark de navigateur multiplateforme qui exécute des charges de travail (workload) en HTML5 et JavaScript. Ce benchmark fournit des scores pour six charges de travail individuelles, ainsi qu'un score global. WebXPRT est publié par la communauté de développement BenchmarkXPRT, qui est administrée par Principled Technologies, et est l'un des benchmarks BenchmarkXPRT. WebXPRT 3 est la version la plus récente de WebXPRT.

## Tests 3D

### Wirple BMark
Test de performance pour les applications HTML5 3D. Il teste les performances à la fois dans Canvas3D et WebGL .